# Leopold von Pebal
Leopold von Pebal (ur. 29 grudnia 1826 w Seckau, zm. 17 lutego 1887 w Grazu) – austriacki chemik.
Ukończył studia chemiczne w Wyższej Szkole Technicznej w Grazu, w 1851 obronił pracę doktorską i pozostał na uczelni jako pracownik naukowy, a następnie został privatdozentem w Joanneum. W 1855 został docentem w dziedzinie chemii teoretycznej, następnie wyjechał do Heidelbergu, gdzie studiował z Robertem Bunsenem i Gustavem Kirchhoffem. W 1857 wyjechał do Lwowa, gdzie na tamtejszym Uniwersytecie uzyskał tytuł profesora nadzwyczajnego, był wykładowcą chemii do 1865, a następnie powrócił do Grazu. Zaangażował się w prace nad powstaniem Instytutu Chemii, który miał służyć jako modelowy dla wielu szkół wyższych, m.in. z Berlina, Strasburga i Zurychu, prace w te ukończył w 1878. Część laboratoryjną stworzył dzięki oddelegowanemu przez rząd francuski Adolphowi Wurtzowi. Istniało zagrożenie, że Instytut zostanie podzielony na dwie niezależne placówki badawcze, ale dzięki wstawiennictwu Leopolda von Pebala i jego współpracowników do tego nie doszło. 17 lutego 1887 został zamordowany podczas prac badawczych przez jednego z laborantów. Na jego cześć jedną z ulic w Leoben nazwano Pebalstrasse.
Prowadził badania w zakresie chemii fizycznej i organicznej oraz elektrochemii. Przedmiotem badań były tlenki chloru, kwas cytrynowy i stearynowy.